# NGC 638
NGC 638 é uma galáxia espiral (Sb) localizada na direcção da constelação de Pisces. Possui uma declinação de +07° 14' 14" e uma ascensão recta de 1 horas, 39 minutos e 37,8 segundos.
A galáxia NGC 638 foi descoberta em 22 de Outubro de 1886 por Lewis A. Swift.